# Alagie Sarr (Fußballtrainer)
Alagie Sarr (* unbekannt (möglicherweise 15. Januar 1961 oder 11. Dezember 1963 oder ca. 1953) in Gambia; andere Schreibweisen Alhaji, Alagi oder Alhagie) ist ein gambischer Fußballtrainer und ehemaliger -spieler. Der Nationalspieler war der erste gambische Fußballprofi in Deutschland und gilt als einer der erfolgreichsten Trainer im gambischen Vereinsfußball.

## Spielerkarriere
Sarr spielte in Gambia für Gambia Ports Authority FC und gewann mit dem Klub vermutlich 1982 und 1984 die Landesmeisterschaft. Im Sommer 1985 wechselte er von Ports Authority zum deutschen Zweitligisten Viktoria Aschaffenburg. Zu seinem einzigen Einsatz in der 2. Fußball-Bundesliga kam er am 28. September 1985 per Einwechslung nach 83 Minuten beim 4:1-Sieg über die SG Wattenscheid 09. Über seine Stationen in den folgenden Jahren ist nichts bekannt, 1990 begann er dann als Spielertrainer beim Mass Sosseh FC.
Als Nationalspieler spielte Sarr 1984 in den beiden WM-Qualifikationsspielen gegen die Elfenbeinküste. Nach einer 0:4-Niederlage in Abidjan reichte der 3:2-Sieg im Rückspiel nicht mehr zum Einzug in die nächste Runde.

## Trainerkarriere
Bei Mass Sosseh war Sarr bis 1997 als Trainer tätig, in diese Zeit fiel der Gewinn des Gambian FA Cups 1995. Anschließend betreute er 1997 und 1998 Real de Banjul, bevor er von 2000 bis 2005 Wallidan Banjul zu zahlreichen Erfolgen führte. Neben den Meisterschaften in den Jahren 2001, 2002, 2004 und 2005 gewann er Klub zwischen 2001 und 2004 vier Mal in Folge den Landespokal und in den Jahren 2001 bis 2003 drei Mal den nationalen Super Cup. Ab 2006 betreute er Gambia Ports Authority FC, die er in seiner ersten Saison zur Meisterschaft führte, 2007 folgten Erfolge im Super Cup und im FA Cup. Ein Achtungserfolg gelang auch in der CAF Champions League 2007, als der ghanaische Vertreter Asante Kotoko in der ersten Runde ausgeschaltet wurde. Nachdem sein Vertrag nach der Saison 2007 auslief, unterschrieb er für 2008 bei Sea View FC einen Fünf-Jahres-Vertrag. Der Klub, eigentlich Absteiger in die GFA League Second Division, profitierte von der Aufstockung der Liga auf zwölf Mannschaften zur Saison 2008 und blieb erstklassig. 2010 gewann Sarr mit Sea View zwar zum Saisonbeginn das Africell Eda Carr Pre-season Tourney, am Saisonende rangierte der Klub aber auf dem letzten Tabellenplatz und stieg in die Second Division ab.
Neben seiner Tätigkeit als Klubtrainer ist Sarr auch über viele Jahre für den Gambischen Fußballverband in verschiedensten Trainerpositionen aktiv. Zwischen 1996 und 2000 war er Assistenztrainer der Nationalmannschaft, in den Jahren 1999 und 2000 betreute er in dieser Funktion zudem auch die drei Nachwuchsteams U-17, U-20 und U-23. 2005 war er hauptverantwortlicher Trainer der U-23-Mannschaft beim Vorrundenaus im Amílcar Cabral-Cup, 2006 scheiterte er als Interimstrainer mit der gambischen U-17-Auswahl in der ersten Runde der Afrikameisterschaftsqualifikation an Senegal. Die U-20 betreute er 2008 gemeinsam mit Pa Suwareh Faye bei der erstmaligen Austragung der WAFU U-20 Championship, bei der Gambia in der Vorrunde scheiterte.
2007 betreute er als Nachfolger von Antoine Hey die gambische A-Nationalmannschaft interimistisch bei der 0:2-Heimspielniederlage gegen Guinea in der Qualifikation zur Fußball-Afrikameisterschaft 2008.
Mit mindestens fünf Meisterschaften und sechs Pokalsiegen gehört Sarr zu den erfolgreichsten und respektiertesten Trainern im gambischen Fußball.

## Erfolge
als Spieler
- Gambischer Meister: 1982, 1984 (beide vermutet)

als Trainer

(vermutlich unvollständig)
- Gambischer Meister: 2001, 2002, 2004, 2005, 2006
- Gambischer Pokalsieger: 1995, 2001, 2002, 2003, 2004, 2007
- Gambischer Supercupsieger: 2001, 2002, 2003, 2007
- Gambischer Ligapokalsieger: 2003